# Zé Canuto
Zé Canuto, nome artístico de José Canuto Verçosa da Silva (São Gonçalo, 4 de fevereiro de 1966) é um saxofonista, produtor musical e arranjador brasileiro.

## Carreira
Formou-se em teoria e percepção na Escola de Música Villa-Lobos, aos 18 anos de idade. Estudou saxofone com Idriss Boudrioua. Em 1986 ingressou na Escola Rio Música,  formando-se em Harmonia Funcional, no ano de 1989, onde estudou com o professor Sérgio Benevenuto. Iniciou sua carreira profissional aos 19 anos, atuando em shows de televisão, na extinta TV Manchete, no programa do Luís Carlos Miele.
Ao longo de sua carreira, atuou com vários artistas da música popular brasileira e internacional, como Emílio Santiago, Gal Costa, Simone, Lenine, Marcos Valle, Roberto Menescal, Jorge Benjor, Daniela Mercury, Cássia Eller, Edu Lobo, Leila Pinheiro, Hebe Camargo, Flora Purim, Airto Moreira, Ithamara Koorax, Barão Vermelho, Altay Veloso, Sueli Costa, Nico Rezende,  Miúcha, Michel Legrand, Daniel Boaventura, Marina Lima, Orlando Morais, Titãs, Rita Lee, Ed Motta, Ivete Sangalo entre outros.
Gravou com vários artistas da MPB, como Caetano Veloso, Gal Costa, Roberto Carlos,  Chico Buarque, Edu Lobo, Francis Hime, Beto Guedes, Fagner, Elza Soares, Alcione, Martinho da Vila, Cauby Peixoto, Ângela Maria,Nana Caymmi, Leny Andrade, Lulu Santos, Miúcha, Zeca Pagodinho, Martinho da Vila, Padre Fábio de Melo, Padre Marcelo Rossi, Milton Nascimento, Gilberto Gil, Ivan Lins, entre outros.
Tem ampla atuação no cenário da música instrumental, atuando em shows e discos ao lado de Billy Cobham, Aécio Flávio, Dominguinhos, Wagner Tiso, Vittor Santos Orquestra, Luiz Avellar, Arthur Maia, Eumir Deodato, Cláudio Infante, Ney Conceição, Robertinho Silva, Sérgio Dias, Mou Brasil, Víctor Biglione, Pascoal Meirelles, Leandro Braga, Torcuato Mariano, Ricardo Leão, Paulo Braga, André Neiva, Dino Rangel e Wilson Meirelles, entre outros.
Atua em diversas gravações e apresentações de músicos e grupos do meio evangélico. Excursionou com o grupo Rebanhão  e com o cantor Carlinhos Felix, do qual também foi produtor. Na década de 2000, trabalhou com a banda Trazendo a Arca, sendo arranjador da maior parte de sua discografia.
É integrante do Quarteto Brasil, formado também por Cristovão Bastos, Jurim Moreira e Bororó.
Zé Canuto é músico convidado da banda Roupa Nova, com a qual segue em turnê desde outubro de 2015.

## Discografia
- 2006: Zé Canuto
- 2018: Dom